# Мондиализм
Мондиали́зм (от лат. «mundus», фр. «monde» — «мир») — проект по установлению мирового правительства. Мондиализм — английский вариант французского слова «мондиализация» (фр. mondialisation). Иногда это понятие путают с явлением глобализации. Понятие глобализации относится к экономической сфере деятельности человека, тогда как мондиализация — к гражданско-политической.

## История возникновения понятия
Изначально, слово «мондиализация» использовалось по отношению к городам или муниципалитетам, которые объявляли себя городами «граждан мира», проявляя таким образом своё неравнодушие к мировым проблемам и желание разделить ответственность за судьбу человечества. Идея была предложена самопровозглашённым гражданином мира Гарри Дэвисом в 1949 году как логическое продолжение идеи самопровозглашённых мировых граждан, и поддержана Робертом Сарразаком, бывшим лидером французского Сопротивления, который создал Человеческий Фронт Граждан Мира в 1945-м. Первым «всемирным городом» 20 июля 1949 года стал маленький французский городок Каор (около 20000 жителей), являющийся столицей департамента Ло. Сотни других городов «мондиализировались» в течение нескольких последующих лет, большинство во Франции, а позже и за рубежом, включая многие немецкие города, а также Хиросиму и Нагасаки.

## Современное значение
Мондиализм — это движение, выражающее солидарность популяций на Земле, нацеленное на установление надгосударственных законов и федеративной структуры на всей планете, при уважении разнообразия культур и личностей. Мондиализм опирается на интеграцию, унификацию и глобализацию, идеологией которых является неолиберализм, а целью — построение единой мировой либерально-демократической и рыночной цивилизации.
Движение мондиализма выступает за образование новой политической организации, управляющей всем человечеством, переместив части национальных суверенитетов во Всемирный федеральный департамент, Всемирное федеральное правительство и Всемирный федеральный суд. Департамент занимался бы решением общих повседневных проблем человечества, таких как голод, дефицит пресной воды, войны, миротворчество, загрязнение окружающей среды и электроэнергия. Президент Всемирного правительства избирался бы гражданами прямым голосованием, как в президентской республике.
Существует «правый» мондиализм и «левый». Правый представляет собой глобализацию атлантизма. Левый считает необходимым включить в единое государство и евразийский сектор.